# Annexe II de la CITES
 (décembre 2023).
Pour un article plus général, voir Convention sur le commerce international des espèces de faune et de flore sauvages menacées d'extinction.
Les Annexes I, II et III de la CITES sont des listes où figurent des espèces bénéficiant de différents degrés ou types de protection face à la surexploitation.
L'Annexe II est la liste des espèces qui, bien que n'étant pas nécessairement menacées actuellement d'extinction, pourraient le devenir si le commerce de leurs spécimens n'était pas étroitement contrôlé. Elle comprend aussi ce qu'on appelle les « espèces semblables », c'est-à-dire celles dont les spécimens commercialisés ressemblent à ceux des espèces inscrites pour des raisons de conservation (article II, paragraphe 2, de la Convention). Le commerce international des spécimens des espèces inscrites à l'Annexe II peut être autorisé. Quand c'est le cas, un permis d'exportation ou un certificat de réexportation est délivré ; un permis d'importation n'est pas nécessaire. Les autorités chargées de délivrer les permis et les certificats ne devraient le faire que si certaines conditions sont remplies mais surtout si elles ont l'assurance que le commerce ne nuira pas à la survie de l'espèce dans la nature (article IV de la Convention).

## Contenu de l'Annexe II
Au 17 février 2005, l'annexe II comprend :
| Groupes             | Espèces | Sous-espèces | Populations |
| Mammifères (liste)  | 369     | 34           | 14          |
| Oiseaux (liste)     | 1 401   | 8            | 1           |
| Reptiles (liste)    | 508     | 3            | 4           |
| Amphibiens (liste)  | 90      | 0            | 0           |
| Poissons (liste)    | 68      | 0            | 0           |
| Invertébrés (liste) | 2 030   | 1            | 0           |
| Plantes (liste)     | 28 074  | 3            | 6           |

Les annexes I, II et III de la CITES sont des listes où figurent des espèces bénéficiant de différents degrés ou types de protection face à la surexploitation.